# Zhu Xiao-Mei
Pour les articles homonymes, voir Zhu.
Dans ce nom chinois, le nom de famille, Zhu, précède le nom personnel.
Zhu Xiao-Mei (en chinois : 朱晓玫 ; née en 1949 à Shanghai), est une pianiste d'origine chinoise, naturalisée française.

## Biographie
Zhu Xiao-Mei naît dans une famille d'artistes. Son initiation musicale commence très tôt grâce à sa mère, après le départ de sa famille pour Pékin. À huit ans déjà, elle se produit à la radio et à la télévision et a dix ans lorsqu'elle entre à l'École nationale de musique pour enfants surdoués. Elle entre au Conservatoire de Pékin à l'âge de onze ans où ses principaux professeurs sont Pan Yiming (lui-même élève notamment d'Halina Czerny-Stefańska), puis la pianiste Zhou Guanren. La Révolution culturelle interrompt ses brillantes études et elle est envoyée pour près de six ans dans un camp de rééducation à la frontière avec la Mongolie intérieure. Grâce à des complicités, elle peut néanmoins travailler le piano à l'insu de ses gardes. Son autobiographie La Rivière et son secret livre un témoignage poignant du conditionnement psychologique des Chinois durant cette période. Elle achève ses études au Conservatoire en rentrant à Pékin.
À l'occasion d'une visite d'Isaac Stern en Chine en 1979, elle peut quitter la Chine pour les États-Unis en 1980, où elle termine ses études au New England Conservatory, notamment auprès de Gabriel Chodos. En 1984, elle choisit de s'installer en France et commence alors à donner des concerts partout dans le monde, en France, en Europe, en Amérique et en Asie.
Elle enseigne au Conservatoire national supérieur de musique et de danse de Paris jusqu'en 2014.
Grande interprète de Jean-Sébastien Bach, Zhu Xiao-Mei a enregistré à trois reprises les Variations Goldberg (1999 chez Mandala, 2007 Mirare et 2016 Accentus) — une œuvre qu'elle a jouée en récital plus de deux cents fois dans le monde — les deux livres du Clavier bien tempéré, l'Art de la fugue, les Partitas, les Inventions à deux et à trois voix et les Suites françaises. Elle a par ailleurs enregistré de plusieurs disques consacrés à Scarlatti, Haydn, Mozart, Beethoven, Schubert et Schumann.
En 2014, elle se rend en l'Église Saint-Thomas de Leipzig où est enterré Jean-Sébastien Bach. Elle donne un concert dans cette même église Saint-Thomas, juste devant la stèle de son mentor et y joue, bien évidemment, les Variations Goldberg. Le concert est enregistré dans son intégralité par son label Accentus.
Zhu Xiao-Mei effectue son grand retour en Chine à l'automne 2014, donnant les Variations Goldberg dans les plus grandes villes chinoises (sept concerts au total). À l'occasion de ce retour au pays après 35 ans d'absence, le Conservatoire de Pékin l'honore du titre de professeur.
Elle est régulièrement invitée à être membre du jury de grands concours internationaux (Bach Leipzig, Busoni, Clara Haskil, Long-Thibaud-Crespin, etc.).
Cultivant la discrétion, limitant ses apparitions en public et ne se produisant que dans des lieux et pour des publics qui lui parlent, Zhu Xiao-Mei a notamment pour projet, au-delà de ses activités de concertiste et ses enregistrements, de développer des actions envers de jeunes musiciens.

## Écrits
- Zhu Xiao-Mei, La rivière et son secret : des camps de Mao à Jean-Sébastien Bach, Robert Laffont, 2007, 329 p. (ISBN 978-2-221-13513-6 et 2-221-13513-X, OCLC 1041362548) — L'ouvrage a reçu le Grand prix des Muses en 2008.